# Sergio Santana
Sergio Alejandro Santana Piedra (Río Grande, Zacatecas, 10 de agosto de 1979) es un exfutbolista mexicano. Se desempeñaba en las posiciones de centrodelantero o extremo derecho.

## Trayectoria

### Pachuca FC
Su debut fue con el Club de Fútbol Pachuca en el Verano 2000, en un partido contra el Deportivo Toluca, partido que los Tuzos perderían por marcador de 4-2. Entró de cambio y jugó solo 16 minutos, ese sería su único partido en ese torneo. Para el Verano 2001 recibiría la oportunidad de jugar 16 encuentros de los cuales 3 jugó completos. Ganaría 2 títulos con la escuadra tuza, el Invierno 2001 y el Apertura 2003.

### Club Guadalajara
Para el Clausura 2006 pasa a formar parte de las filas del Club Guadalajara, equipo con el que lograría el título en el Torneo Apertura 2006; Sergio fue considerado un cambio de lujo, pues debido a la alta competitividad que existía en la delantera "Chiva" este fue relegado a la banca por detrás de Adolfo Bautista, Omar Bravo y Alberto Medina. Pero a pesar de ser suplente daba buenas actuaciones siendo el sustituto de Bravo o a veces del venado.

### Toluca FC
El 19 de diciembre de 2008 se hizo oficial su paso a las filas del Deportivo Toluca a cambio del mediocampista Sergio Amaury Ponce. Tuvo una estancia aceptable en sus dos torneos con los diablos rojos pero no consiguió ser el goleador como lo era con Pachuca y Chivas.

### C.F. Monterrey
Para el Apertura 2009 fue fichado por el Monterrey el 17 de junio del 2009 en el Draft que se realizó en Cancún. Fue un futbolista muy importante en la "época dorada" del equipo regiomontano. Es recordado por anotar el gol del empate después de entrar de cambio, en la final de ida del Torneo Apertura 2009 (México) contra el Cruz Azul Fútbol Club y también por contribuir de manera muy importante en la final de vuelta de la Liga de Campeones de Concacaf contra el Real Salt Lake. Existen gratos recuerdos de él por parte de la afición regiomontana por la entrega y profesionalismo dentro de la cancha, aunque esto significara jugar en diferentes posiciones, cambiando de ser un delantero de área goleador a un extremo que asistiera con centros.

### Resto de su carrera
El 21 de diciembre de 2011 se hace oficial su traspaso al Club Atlas de Guadalajara para reforzar al equipo de cara al descenso.
El 30 de diciembre de 2012 se oficializa su traspaso al equipo Monarcas Morelia.
El 1 de julio de 2013, en la apertura 2013 se hace oficial su traslado al equipo los Jaguares de Chiapas.
El 4 de julio de 2014, es transferido al Gallos Blancos de Querétaro, para terminar contrato.
El 24 de agosto de 2016, decide dar por terminada su carrera futbolística y se despide con la playera de Mineros de Zacatecas, en el encuentro de la Copa MX, Mineros contra América.

## Clubes
| Club                 | País   | Año       | Partidos | Goles |
| -------------------- | ------ | --------- | -------- | ----- |
| Pachuca              | México | 2000-2005 | 182      | 50    |
| Guadalajara          | México | 2006-2008 | 115      | 24    |
| Toluca               | México | 2009      | 15       | 4     |
| Monterrey            | México | 2009-2011 | 80       | 8     |
| Atlas                | México | 2012      | 30       | 1     |
| Monarcas Morelia     | México | 2013      | 17       | 1     |
| Jaguares de Chiapas  | México | 2013-2014 | 18       | 0     |
| Querétaro            | México | 2014      | 5        | 0     |
| Mineros de Zacatecas | México | 2015-2016 | 25       | 2     |

## Selección nacional

### Partidos internacionales
| 1.  | 10 de marzo de 2004     | Estadio Víctor Manuel Reyna, Tuxtla Gutiérrez, México              | Ecuador                      | 2–1 | Amistoso                   |
| 2.  | 6 de octubre de 2004    | Estadio Hidalgo, Pachuca, México                                   | San Vicente y las Granadinas | 7–0 | Clasificación Mundial 2006 |
| 3.  | 13 de octubre de 2004   | Estadio Cuauhtémoc, Puebla, México                                 | Trinidad y Tobago            | 3–0 | Clasificación Mundial 2006 |
| 4.  | 10 de noviembre de 2004 | San Antonio, Estados Unidos                                        | Guatemala                    | 2–0 | Amistoso                   |
| 5.  | 13 de noviembre de 2004 | Miami Orange Bowl, Miami, United States                            | San Cristóbal y Nieves       | 5–0 | Clasificación Mundial 2006 |
| 6.  | 17 de noviembre de 2004 | Estadio Tecnológico, Monterrey, México                             | San Cristóbal y Nieves       | 8–0 | Clasificación Mundial 2006 |
| 7.  | 16 de abril de 2008     | Qwest Field, Seattle, United States                                | China                        | 1–0 | Amistoso                   |
| 8.  | 4 de junio de 2008      | Qualcomm Stadium, San Diego, Estados Unidos                        | Argentina                    | 1–4 | Amistoso                   |
| 9.  | 8 de junio de 2008      | Soldier Field, Chicago, United States                              | Perú                         | 4–0 | Amistoso                   |
| 10. | 11 de marzo de 2009     | Dick's Sporting Goods Park, Commerce City, Colorado, United States | Bolivia                      | 5–1 | Amistoso                   |

## Palmarés

#### Campeonatos nacionales
| Título           | Equipo      | Año           |
| ---------------- | ----------- | ------------- |
| Primera División | Pachuca     | Invierno 2001 |
| Primera División | Pachuca     | Apertura 2003 |
| Primera División | Guadalajara | Apertura 2006 |
| Primera División | Monterrey   | Apertura 2009 |
| Primera División | Monterrey   | Apertura 2010 |

#### Campeonatos internacionales
| Título                           | Equipo    | Año     |
| -------------------------------- | --------- | ------- |
| Liga de Campeones de la Concacaf | Monterrey | 2010-11 |